# Викторин (консул 282 г.)
Вижте пояснителната страница за други личности с името Викторин.
Викторин (на латински: Victorinus) е политик и сенатор на Римската империя през 3 век.
През 282 г. Викторин е консул заедно с иомператор Проб.
Вероятно е този Викторин, който през 280 или 281 г. разбива опита за узурпация на Луций Септимий в Британия и е награден от император Проб с консулат. Може би е обаче Помпоний Викториан, който през 282 г. e градски префект. Възможно е да е една и същата личност, хронолозите дават само неговото когномен.